# Ogarki
Ogarki (biał. Агаркі, ros. Огарки) – wieś na Białorusi, w obwodzie mińskim, w rejonie mińskim, w sielsowiecie Łoszany.